# Orihime Inoue
Orihime Inoue (井上 織姫, Inoue Orihime) is een personage uit de Japanse anime- en mangaserie Bleach. Het karakter is buiten Bleach ook bekend als meisje met de prei.

## Achtergrond
Orihime Inoue heeft lang oranje-bruin haar met speldjes bij haar oren. Die draagt ze als herinnering aan haar broer. Ook zijn de speldjes een bron van haar kracht, de Shun Shun Rikka. Haar grote borsten zijn meestal onderwerp van grappen in de serie. Ook heeft ze een heel hard hoofd waarmee ze al verschillende mensen mee verwond heeft. Orihime heeft bruine ogen in de kleurenpagina's van de manga, maar grijze ogen in de anime.
Orihime is vriendelijk, grappig, gevoelig en aardig. Soms komt ze naïef over wat niet bevestigd wordt met haar hoge schoolcijfers. Ze is een ramp met technische dingen, ze heeft daarom ook geen mobiele telefoon. Volgens Tatsuki Arisawa heeft Orihime de zwarte band in een vechtsport.
Orhime heeft gevoelens voor Ichigo Kurosaki en ontwikkelt die gevoelens ook tijdens de serie. Dit leidt tot jaloerse gevoelens tegenover Rukia Kuchiki. Haar gevoelens biecht ze op aan Rangiku Matsumoto en aan Ichigo als hij slaapt.

## Verhaallijnen
Nadat Ichigo Kurosaki Inoue redt van een hollow die haar broer blijkt te zijn, ontwikkelt ze haar eigen kracht, Shun Shun Rikka, zes kleine wezens in haar haarspeld die Inoue helpen in gevechten. Nadat Rukia Kuchiki is gearresteerd en teruggekeerd naar Soul Society helpt ze Ichigo en zijn vrienden om de executie van Rukia te voorkomen. Na haar aankomst in Soul Society loopt ze door de stad met Uryu Ishida. Nadat Ichigo Rukia heeft gered heelt ze zijn wonden en keren ze terug naar de echte wereld.
Als de arrancars Karakura Stad aanvallen vecht Inoue met Yammy. Tijdens dat gevecht raakt Koten Zanshun van Shun Shun Rikka verwoest. Deze wordt hersteld door Hachigen Ushoda en ze besluit samen met Rukia te trainen in Soul Society voor de volgende aanval. Als ze wil terugkeren naar de echte wereld komt ze onderweg Ulquiorra Cifer tegen, die dreigt Ichigo en haar vrienden te vermoorden als ze niet meegaat naar Hueco Mundo. Orihime zegt toe en neemt afscheid van Ichigo.
Na haar aankomst in Hueco Mundo ontmoet ze Sosuke Aizen. Hij vertelt haar dat hij van plan is om met haar Shun Shun Rikka de Hogyoku te helen. Deze had hij uit het lichaam van Rukia gehaald. Als Ichigo haar probeert te redden wordt ze door Grimmjow Jeagerjaques uit haar cel bevrijd en meegenomen om hem te helen, want hij wil met volle sterkte tegen Ichigo vechten. Ichigo wint dat gevecht en komt daarna oog in oog te staan met Nnoitra Jiruga. Nadat die ook is verslagen wordt Inoue weer gevangengenomen.

## Krachten
Orhime's kracht heet Shun Shun Rikka (盾舜六花), en zijn zes elfachtige-figuren die in haar haarspelden wonen. De elfen zijn geen onderdeel van Orhime's ziel, maar hebben allemaal een eigen verschijning en persoonlijkheid. Hun namen zijn vernoemd naar een bloem. Hoewel Orihime aan het begin van de serie de krachten moest aanroepen door een zin uit te spreken, later dankzij training hoeft dit niet meer. De zin was ik ontken (私は拒絶する, watashi wa kyozetsu suru) en daarna de kracht die ze wilde toepassen.
Santen Kesshun (三天結盾) letterlijk "Drievoudig Hemels Gelinkt Schild" is Orhime's defensieve techniek. Drie Shun Shun Rikka - elfen vormen een driehoekige barrière die alle negatieve krachten afweert.
Sōten Kisshun (双天帰盾) letterlijk "Tweevoudig Hemels Terugkerend Schild" is Orihime's helingstechniek, hoewel het verder gaat dan een normale heling. Twee elfen vormen een halve ovale barrière waarop Orihime dat ook maar wenst. Als deze kracht actief is weert het alle negatieve gebeurtenissen af wat binnen de barrière is gebeurd. Dit kunnen levende wezens of levenloze voorwerpen zijn. Dit gebeurt door de tijd en ruimte in de barrière terug te draaien zodat de schade nooit heeft plaatsgevonden. Dit aspect zorgt ervoor dat Sosuke Aizen interesse in Orihime heeft. Hij zegt over haar kracht dat het "de regels van Gods werk aantast".
Koten Zanshun (孤天斬盾) letterlijk "Solidair Hemels Scherp Schild" is Orhime's offensieve techniek. Dit draagt Tsubaki (|椿鬼) op om een dunne barrière te vormen op zichzelf dat door tegenstanders kan snijden als een zwaard. Als Tsubaki is verslagen kan Orhime deze techniek niet gebruiken totdat Tsubaki hersteld is.
Shiten Kōshun (四天抗盾) letterlijk "Schild van Vier Hemel's Verzet" is een combinatie van Orhime's offensieve en defensieve technieken. Hiermee wordt het Santen Kesshun - schild versterkt met Tsubaki. Als het schild geraakt wordt door een aanval, stuurt het die terug naar de aanvaller.